# Jan Rajman

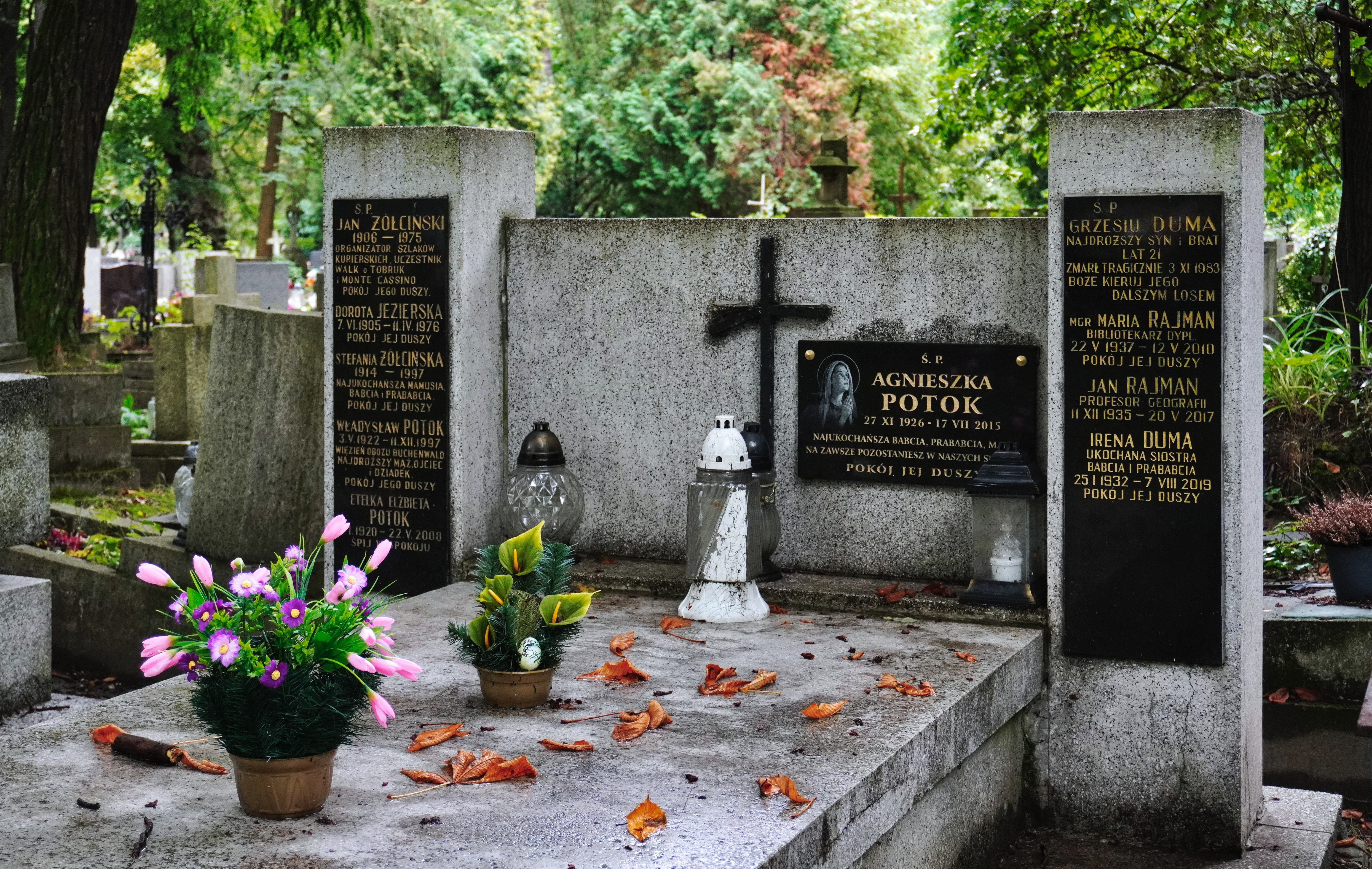
Grób Jana Rajmana na Cmentarzu Rakowickim w Krakowie

Jan Rajman (ur. 11 grudnia 1935 w Zawadzkiem, zm. 20 maja 2017 w Krakowie) – polski geograf, w latach 1987–1990 prorektor Wyższej Szkoły Pedagogicznej im. KEN w Krakowie, profesor nauk geograficznych.

## Życiorys
Studia geograficzne odbył w Wyższej Szkole Pedagogicznej, gdzie w 1958 r. uzyskał stopień magistra pod kierunkiem Marii Dobrowolskiej. W tym samym roku został zatrudniony na stanowisku asystenta. Pod koniec lat 50. pracował także w Krakowskim Okręgowym Biurze Prognoz. W 1963 r. uzyskał stopień doktora nauk przyrodniczych i awansował na stanowisko adiunkta. Jego rozprawa doktorska pt. Kształtowanie się i przemiany skupień ludnościowych woj. opolskiego pod wpływem industrializacji (1860–1960) napisana została, podobnie jak praca magisterska, pod kierunkiem Marii Dobrowolskiej. Habilitował się na Uniwersytecie im. Adama Mickiewicza w Poznaniu na podstawie pracy Procesy urbanizacyjne w obrzeżu Górnośląskiego Okręgu Przemysłowego po II wojnie światowej. W latach 1969–1982 był docentem, a od 1982 r. profesorem nauk geograficznych. W 1997 r. został profesorem zwyczajnym. Pełnił m.in. funkcje prodziekana (1975-1981) i dziekana (1981-1987) Wydziału Geograficzno-Biologicznego WSP oraz prorektora do spraw nauki i współpracy zagranicznej w latach 1987–1990. Był członkiem m.in. Komisji Nauk Geograficznych krakowskiego oddziału PAN, Centralnej Komisji ds. Stopni i Tytułów czy redaktorem czasopisma "Folia Geographica. Series Geographica-Oeconomica". W latach 1983–1996 był członkiem Polsko-Niemieckiej Komisji Podręcznikowej. Został pochowany na cmentarzu Rakowickim w Krakowie. Jest ojcem mediewisty i kierownika Katedry Historii Średniowiecznej UP Jerzego Rajmana.

## Zainteresowania naukowe
W pracy badawczej skupiał się m.in. na geografii ludności i osadnictwa. Badał m.in. przemiany społeczno-ekonomiczne i procesy urbanizacyjne Opolszczyzny. Współpracował z Instytutem Śląskim w Opolu, którego Rady Naukowej był członkiem. Był autorem publikacji nt. Górnośląskiego Okręgu Przemysłowego. Do szerszych jego zainteresowań należały m.in. urbanizacja południowej Polski i zagadnienia przemysłu jako czynnika miastotwórczego. Badał także kwestie związane z historią miejscowości i regionów, publikując prace z zakresu dziejów ziemi chrzanowskiej czy parafii Krzanowice. Był autorem rozdziałów w monografiach licznych miast południowej Polski, m.in. Skarżyska-Kamiennej, Starego Sącza, Nowego Sącza, Dębicy i Brzeska. Promował ponad 430 prac magisterskich i 7 doktorskich, a także recenzował postępowania habilitacyjne oraz profesorskie. Był autorem haseł w encyklopediach i słownikach. Łącznie napisał około 300 publikacji naukowych.

## Odznaczenia
- Krzyż Kawalerski Orderu Odrodzenia Polski
- Złoty Krzyż Zasługi
- Medal Komisji Edukacji Narodowej
- Złota Odznaka za Pracę Społeczną dla Miasta Krakowa
- Złota Odznaka Polskiego Towarzystwa Geograficznego[4]